# Giorgio Albani
Giorgio Albani (Monza, 15 juni 1929 – aldaar, 29 juli 2015) was een  Italiaans wielrenner. Albani was snel in de sprint en was profrenner was van 1949 tot en met 1959. Hij reed zijn volledige carrière uitsluitend voor Italiaanse wielerteams.
Later was hij ploegleider bij Molteni en werd "il professore del ciclismo" genoemd.

## Belangrijkste overwinningen
1950
- Coppa Agostoni
- 1e etappe Ronde van Sicilië

1951
- Milaan-Modena

1952
- Ronde van Piëmont
- 1e etappe Ronde van Italië
- 7e etappe Ronde van Italië
- Ronde van de Apennijnen

1953
- Coppa Bernocchi
- 11e etappe Ronde van Italië
- Ronde van Lazio

1954
- 7e etappe Ronde van Italië
- Ronde van de Apennijnen
- Ronde van de Drie Valleien

1955
- 13e etappe Ronde van Italië

1956
- 16e etappe Ronde van Italië
- 20e etappe Ronde van Italië
- Giro del Veneto
- Italiaans kampioenschap op de weg, Elite

1957
- Ronde van Campanië

## Resultaten in voornaamste wedstrijden
| Jaar | Ronde van Italië | Ronde van Frankrijk | Ronde van Spanje |
| ---- | ---------------- | ------------------- | ---------------- |
| 1949 |                  |                     |                  |
| 1950 | 46e              |                     |                  |
| 1951 | opgave           |                     |                  |
| 1952 | 10e (2)          |                     |                  |
| 1953 | 15e (1)          |                     |                  |
| 1954 | 12e (1)          |                     |                  |
| 1955 | 39e (1)          |                     |                  |
| 1956 | 17e (2)          |                     |                  |
| 1957 | 53e              |                     |                  |
| 1958 | buiten tijd      |                     |                  |
| 1959 | opgave           |                     |                  |

| Jaar | Milaan-San Remo | Parijs-Roubaix | Ronde van Lombardije |
| ---- | --------------- | -------------- | -------------------- |
| 1949 |                 |                | 6e                   |
| 1950 | 9e              |                | 21e                  |
| 1951 | 27e             |                | 9e                   |
| 1952 | 17e             |                | 7e                   |
| 1953 | 48e             |                |                      |
| 1954 |                 | 18e            | 6e                   |
| 1955 | 7e              |                | 11e                  |
| 1956 | 9e              |                | 4e                   |
| 1957 | 17e             |                |                      |
| 1958 | 5e              |                | 26e                  |
| 1959 | 9e              |                | 12e                  |